# Липтовски Михал
Липтовски Михал (слч. Liptovský Michal) насељено је мјесто са административним статусом сеоске општине (слч. obec) у округу Ружомберок, у Жилинском крају, Словачка Република.

## Становништво
| Година:    | 1994. | 2004.   | 2014.    | 2024.   |
| ---------- | ----- | ------- | -------- | ------- |
| Број људи: | 249   | 269     | 302      | 306     |
| Разлика:   |       | +8,03 % | +12,26 % | +1,32 % |

| Година:    | 2023. | 2024.   |
| ---------- | ----- | ------- |
| Број људи: | 302   | 306     |
| Разлика:   |       | +1,32 % |

Према подацима о броју становника из 2024. године насеље је имало 306 становника.